# Bouvreuil à tête rouge
Pyrrhula erythrocephala
Espèce
Statut de conservation UICN

 LC  : Préoccupation mineure
Le Bouvreuil à tête rouge (Pyrrhula erythrocephala) est une espèce de passereaux appartenant à la famille des Fringillidae. D'après Alan P. Peterson, c'est une espèce monotypique. On le trouve au Bhoutan, en Chine, en Inde et au Népal.

## Habitat
Il affectionne les forêts caducifoliées (bouleaux, saules)  mais aussi de rhododendrons en été. En hiver, il fréquente les rhododendrons en formations pures ou en peuplements mixtes avec des chênes, des saules et des conifères.

## Alimentation
Son régime alimentaire comprend des bourgeons, graines, baies, insectes et même du nectar de rhododendron. Plus spécifiquement, des bourgeons et des graines d’arbres et d’arbustes (bouleau, saule, buddleja) des graines de plantes herbacées (oseille, ortie) ont été répertoriées dans la nature, photos à l’appui.

## Nidification

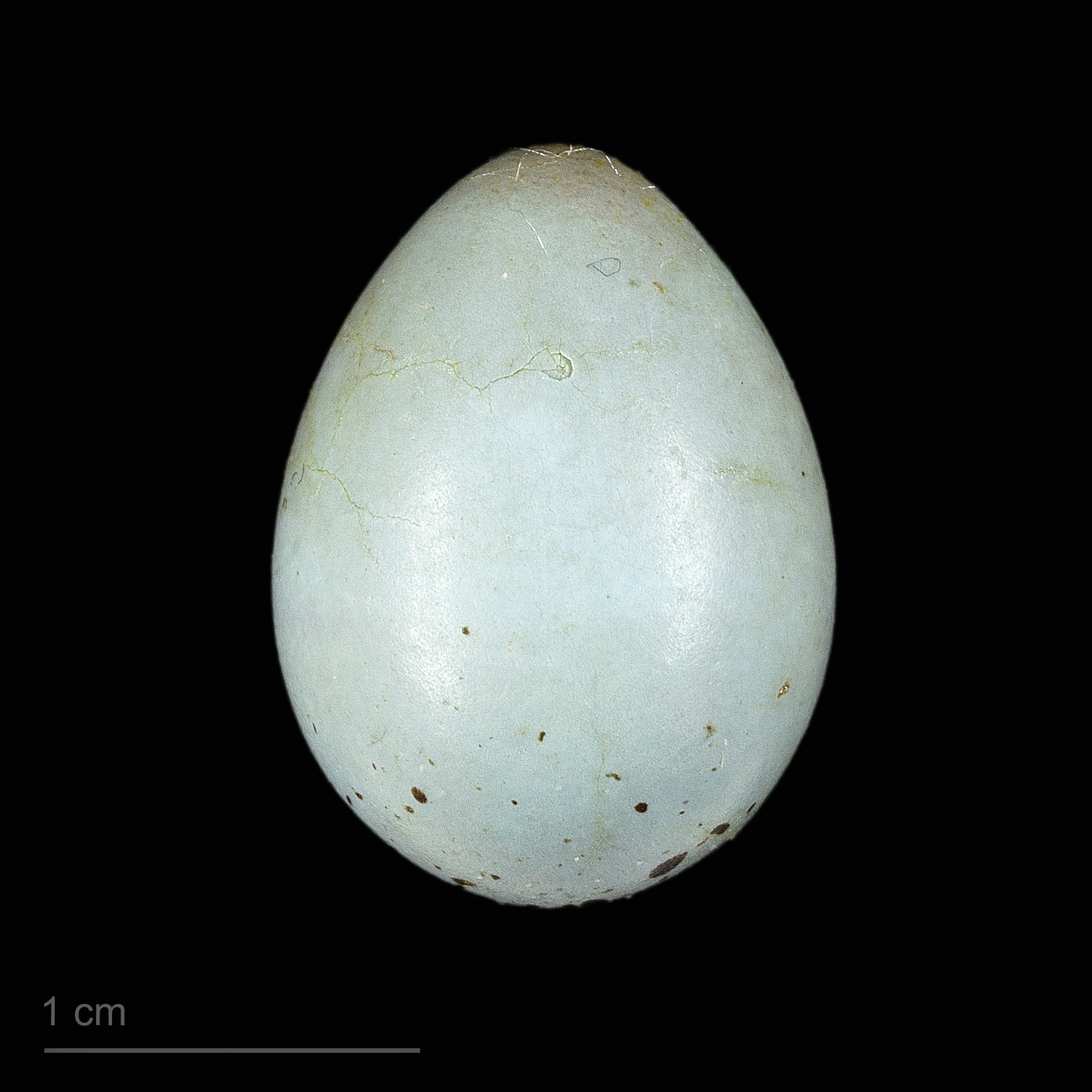
Oeuf de Pyrrhula erythrocephala - Muséum de Toulouse

Le nid est un assemblage de rameaux et de mousse du genre Usnea avec un revêtement interne de radicelles. Il est placé dans des arbres vers trois mètres de hauteur. Trois ou quatre œufs gris-blanc verdâtre tachetés de brun et de brun-rouge.